# Dendrobium virotii
Dendrobium virotii är en orkidéart som beskrevs av André Guillaumin. Dendrobium virotii ingår i släktet Dendrobium, och familjen orkidéer.
Artens utbredningsområde är Nya Kaledonien. Inga underarter finns listade i Catalogue of Life.